# Малиновка (Ветковский район)
Малиновка (бел. Малінаўка) — посёлок в Светиловичском сельсовете Ветковского района Гомельской области Беларуси.

## География

### Расположение
В 40 км на северо-восток от Ветки, 62 км от Гомеля.

### Гидрография
На юге и западе мелиоративные каналы.

## Транспортная сеть
Транспортные связи по просёлочной, затем автомобильной дороге Залесье — Светиловичи. Строения деревянные усадебного типа.

## История
Основан в начале XX века переселенцами из соседних деревень. В 1926 году в Глуховском сельсовете Светиловичского района Гомельского округа. В 1930 году жители вступили в колхоз. Во время Великой Отечественной войны 9 жителей погибли на фронте. В 1959 году в составе совхоза «Светиловичский» (центр — деревня Светиловичи).

## Население

### Численность
- 2004 год — 1 хозяйство, 2 жителя.

### Динамика
- 1926 год — 36 дворов, 170 жителей.
- 1940 год — 41 двор, 290 жителей.
- 1959 год — 135 жителей (согласно переписи).
- 2004 год — 1 хозяйство, 2 жителя.